# Нафтопровід Баку — Батум

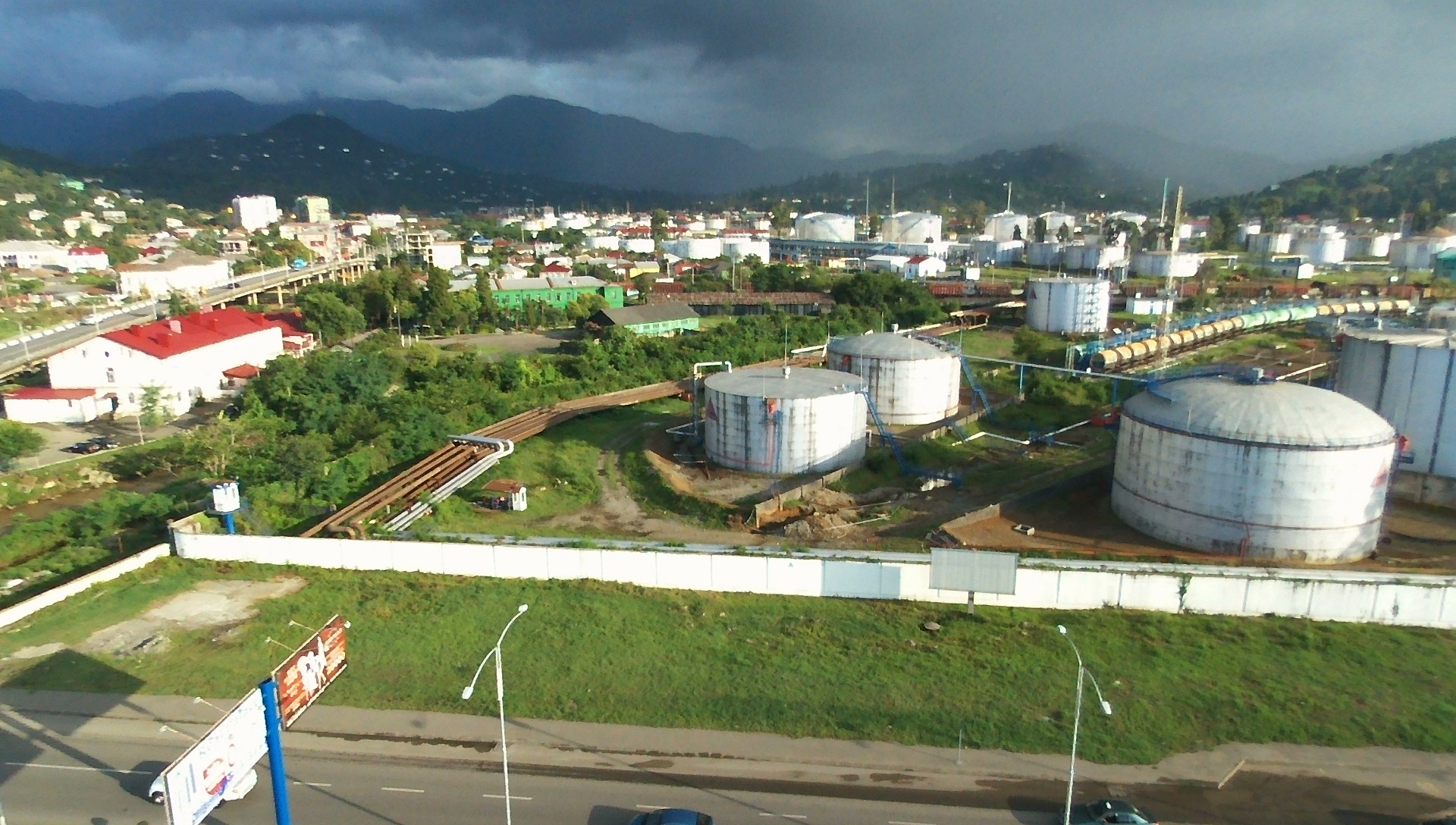
Приймальний термінал нафти в Батумі.

Нафтопровід Баку–Батум — історичний нафтопровід на Кавказі. в кінці ХІХ ст. за порадою Гаджі Тагієва, азербайджанськими підприємцями на чолі з Агабалою Гулієвим було створено акціонерне товариство «Нафтопровід Баку–Батум» для будівництва цього надважливого нафтогону. Трубопропровід, що вважався в той час грандіозною спорудою, повинен був простягнутися від Баку на 800 кілометрів — через Куринську низовину, схили Малого Кавказу, підніжжя Сурамської фортеці і Ріонську низовину, з'єднавши берег Каспію з берегом Чорного моря. З введенням в дію нафтопроводу бакинська нафта відкривала собі широку дорогу на міжнародні нафтові ринки. Будівництво унікального трубопроводу Баку — Батум почалося в 1897 р., а завершили його через десять років у 1907 р. Нафтопровід Баку–Батум працює і до сьогодні.